# 11 Mazurski Pułk Artylerii

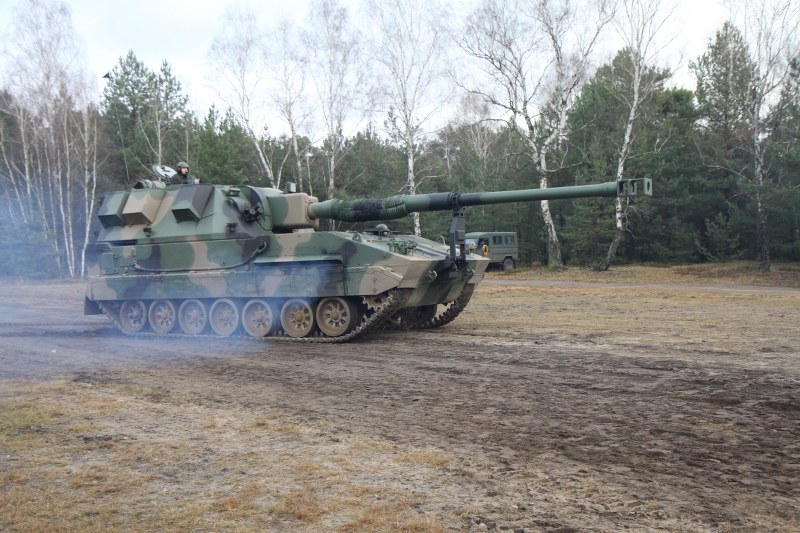
AHS Krab prezentowany na toruńskim poligonie. Święto Wojsk Rakietowych i Artylerii – 30 listopada 2012 r.

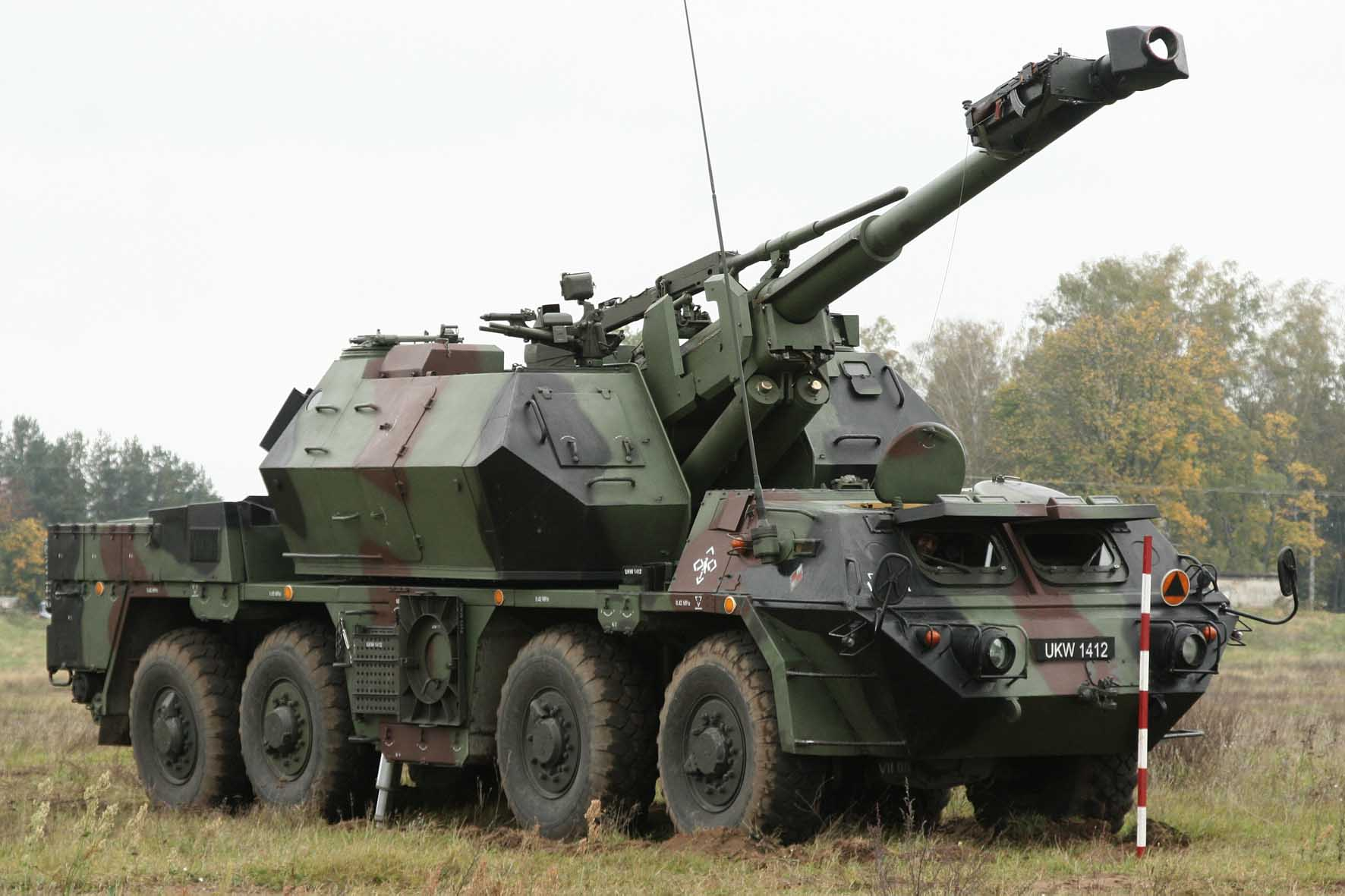
152mm samobieżna armatohaubica Dana

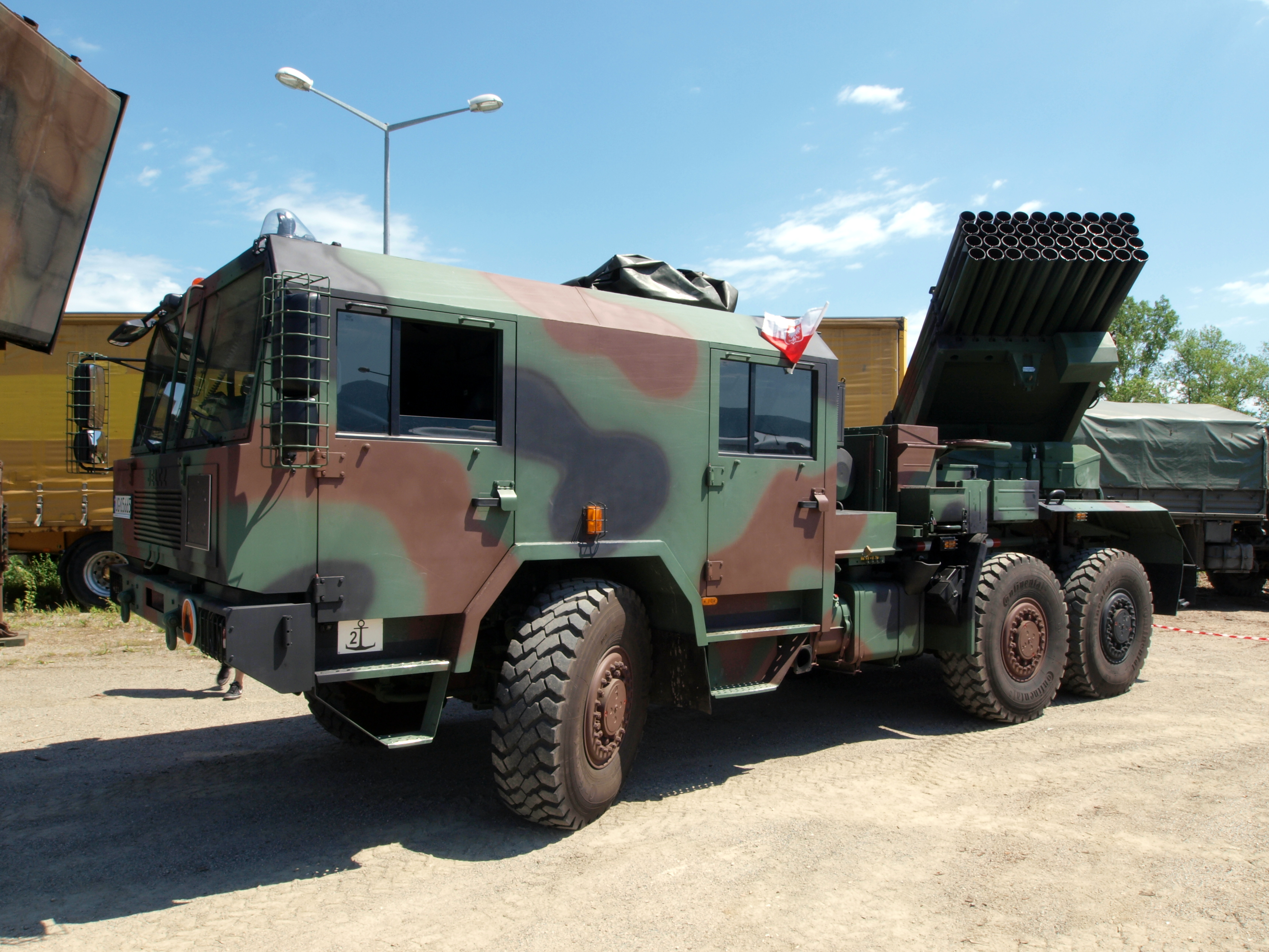
122mm wieloprowadnicowa wyrzutnia rakietowa Langusta

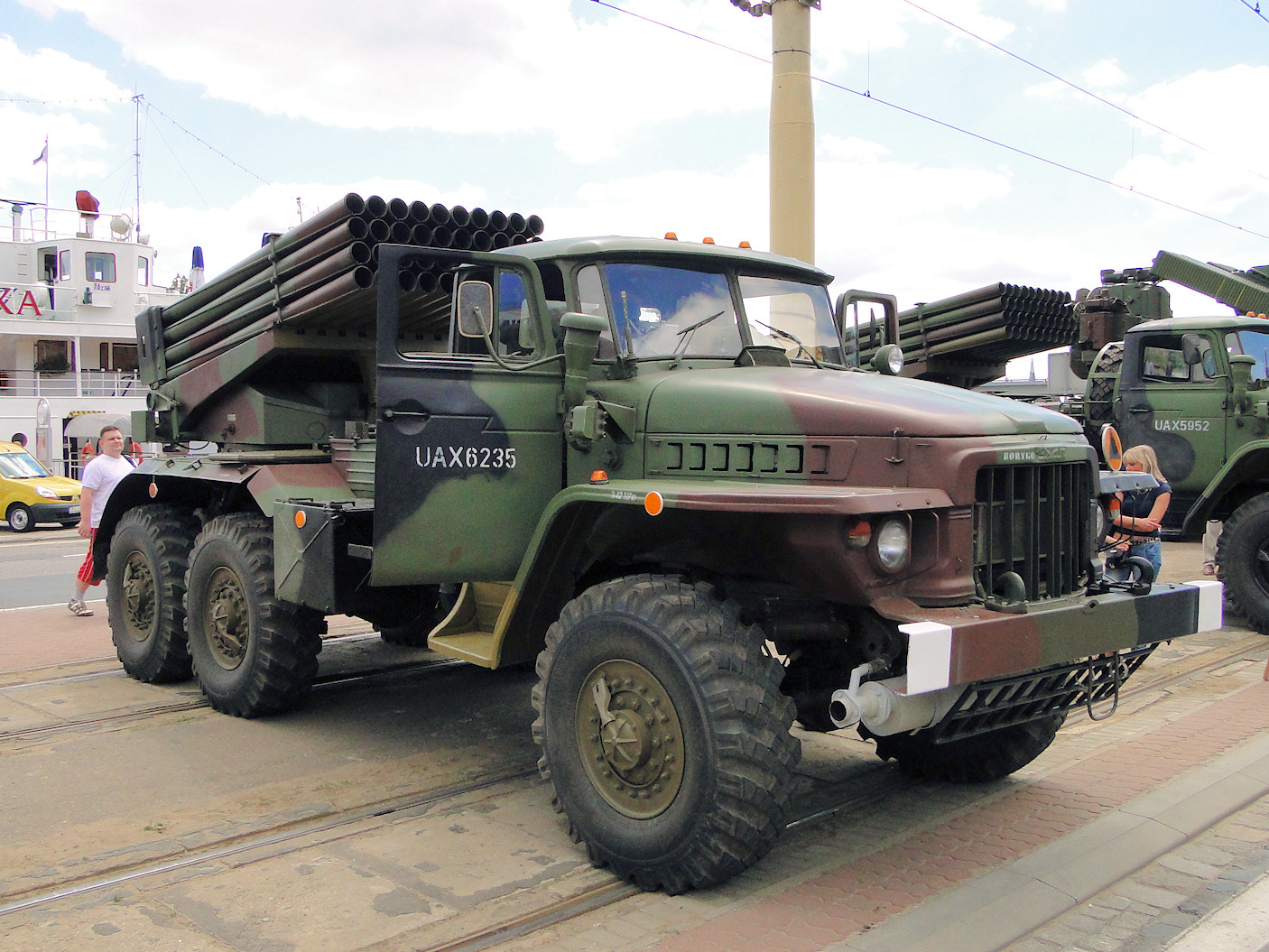
122mm wieloprowadnicowa wyrzutnia rakietowa Grad

11 Mazurski Pułk Artylerii im. gen. Józefa Bema (11 pa) – oddział artylerii Sił Zbrojnych RP.

## Historia
Pułk został sformowany w terminie do 31 grudnia 2010 roku, w garnizonie Węgorzewo, na bazie 1 Mazurskiej Brygady Artylerii im. gen. Józefa Bema. W skład nowego pułku włączono także część sprzętu i kadry z rozformowanego 1 Ciechanowskiego Pułku Artylerii oraz 14 dywizjon artylerii przeciwpancernej z Suwałk. Od 1 stycznia 2011 roku do 17 października 2013 roku pułk podlegał pod dowództwo Wojsk Lądowych. W wyniku reformy struktur dowodzenia z dniem 17 października 2013 roku jednostka została podporządkowana dowódcy 16 Dywizji Zmechanizowanej.
11 Mazurski Pułk Artylerii jako pierwszy w Wojsku Polskim otrzymał 30 listopada 2012 roku pierwszą baterię armatohaubic samobieżnych programu Regina. Na stan pułku trafiło osiem Krabów, trzy wozy dowodzenia i kierowania ogniem WD/WDSz, wozy remontu uzbrojenia i elektroniki oraz wozy amunicyjne. W pułku prowadzone były następnie badania kwalifikacyjne i próby eksploatacyjno-wojskowe tego sprzętu. Od sierpnia 2017 roku pułk otrzymał pełne ukompletowanie dywizjonowego modułu ogniowego 24 seryjnych już dział Krab i pojazdów towarzyszących.
12 grudnia 2022 ponownie przekształcony w 1 Mazurska Brygada Artylerii. .

## Struktura organizacyjna i uzbrojenie[9][10]
- dowództwo
- dywizjon dowodzenia – radar rozpoznania artyleryjskiego RZRA Liwiec i bezzałogowe statki powietrzne FlyEye[11]
- 1 dywizjon artylerii samobieżnej – armatohaubica samobieżna wz. 1977 Dana[9]
- 2 dywizjon artylerii samobieżnej – armatohaubica samobieżna Krab
- 3 dywizjon artylerii rakietowej – wyrzutnia rakietowa WR-40 Langusta
- 4 dywizjon artylerii rakietowej – wyrzutnia rakietowa BM-21 Grad
- batalion logistyczny
- kompania inżynieryjna

## Dowódcy pułku
- płk Leszek Nadrowski (1 stycznia 2011 – 24 lipca 2013)
- płk Dariusz Adamczyk (24 lipca 2013 – 31 grudnia 2014)
- płk dypl. Jacek Wera (od 1 stycznia 2015 – 16 marca 2018)
- płk dypl. Robert Matysek (16 marca 2018 - 29 czerwca 2020)
- cz. p.o. ppłk dypl. Krzysztof Malankiewicz (29 czerwca 2020 - 2 września 2020)
- płk Mariusz Majerski (2 września 2020 - 12 grudnia 2022)

## Tradycje
16 marca 2011 roku Minister Obrony Narodowej polecił pułkowi przejąć i z honorem kultywować dziedzictwo tradycji:
- Kompanii Pozycyjnej Artylerii Pieszej (1810–1813),
- 1 Kompanii Pozycyjnej Artylerii Pieszej (1815–1831),
- 1 Pułku Artylerii Ciężkiej (1918–1939),
- 202 Modlińskiego Pułku Artylerii Ciężkiej (1939–1940),
- 1 Warszawskiej Brygady Artylerii Armat (1943–1989),
- 1 Ośrodka Szkolenia Specjalistów Wojsk Rakietowych i Artylerii (1989–1993),
- 1 Mazurskiej Brygady Artylerii (1993–2010).

Ponadto pułk przyjął wyróżniającą nazwę „Mazurski” i imię patrona generała Józefa Bema. Jednocześnie zostało ustanowione doroczne święto pułku 3 września. Minister Obrony Narodowej zezwolił, także na czasowe używanie sztandaru rozformowanej 1 Mazurskiej Brygady Artylerii do dnia 30 czerwca 2012 roku.
Natomiast decyzją MON nr 189/MON z 23 maja 2011 roku wprowadzono odznakę pamiątkową, oznakę rozpoznawczą oraz proporczyk na beret 11 Mazurskiego Pułku Artylerii.

Insygnia
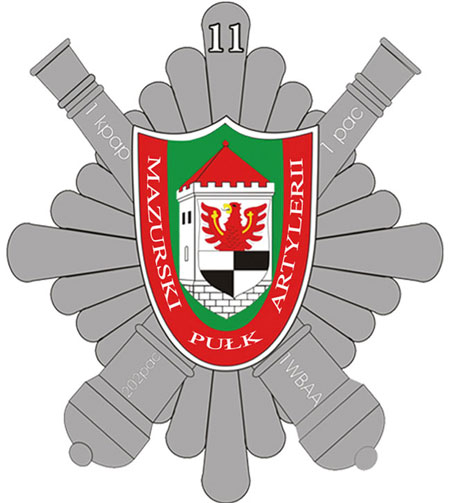
Odznaka pamiątkowa
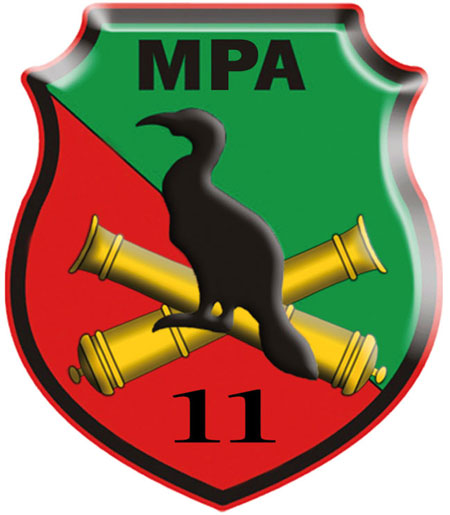
Oznaka rozpoznawcza
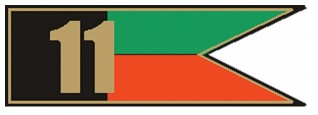
Proporczyk na beret